# Az oszmán szultánok lányai
| Szultán neve                | lányai neve | lányai száma | a felnőttkort megért gyermekek száma |
| --------------------------- | --- | ------------ | ------------------------------------ |
| I. Oszmán oszmán szultán    | Fatma Hatun | 1            | 1                                    |
| Orhán oszmán szultán        | Fatma Hatun, Hatice Hatun | 2            | 2                                    |
| I. Murád oszmán szultán     | Sultan Hatun, Nefise Melek Hatun | 2            | 2                                    |
| I. Bajazid oszmán szultán   | Fatma Hatun, Eehondu Hatun, Oruz Hatun, Melek Hatun | 4            | 4                                    |
| I. Mehmed oszmán szultán    | Selcuk Hatun, Sultan Hatun, Sitti Hatun, Hafsa Hatun, Ayşe Hatun, Incu Hatun, İlaldi Hatun                                                                               | 7            | 7                                    |
| II. Murád oszmán szultán    | Erhundu Hatun, Hatice Hatun, Fatma Hatun, Sehzade Hatun, | 4            | 4                                    |
| II. Mehmed oszmán szultán   | Gevherhan Hatun | 1            | 1                                    |
| II. Bajazid oszmán szultán  | Gevher Müluk Hatun.Selçuk Hatun, Hatice Hatun, Ayşe Hatun, Hundi Hatun, Aynışah Hatun, Fatma Hatun, Hüma Hatun, Kamerşah Hatun                                           | 9            | 9                                    |
| I. Szelim oszmán szultán    | Hatidzse szultána, Bejhan szultána, Hafize szultána, Fatma szultána, Sah szultána, Gevherhan szultána, Hafsa szultána                                                    | 7            | 7                                    |
| I. Szulejmán oszmán szultán | Raziye szultána, Mihrimah szultána | 2            | 1                                    |
| II. Szelim oszmán szultán   | Eszmehán szultána, Gevherhan szultána, Sah szulténa, Fatma szultána | 4            | 4                                    |
| III. Murád oszmán szultán   | Ayşe szultána, Fatma szultána,Hüma szultána, Hatice szultána, Mihrimah szultána, Mihriban szultána, Amiyre szultána, Fahriye szultána, Rukiye szutlána, Fethiye szultána | 10           | 8                                    |
| III. Mehmed oszmán szultán  | Hatice szultána, Dilruba szultána, Esra szultána, Ayşe szultána | 4            | 4                                    |
| I. Ahmed oszmán szultán     | Ayşe szultána, Fatma szultána, Gevherhan szultána, Hatice szultána, Hanzade szultána, Esma szultána, Zahide szultána, Atike szultána, Zeynep szultána, Abide szultána    | 10           | 6                                    |
| II.Oszmán                   | Zeynep szultána | 1            | 0                                    |
| IV. Murád oszmán szultán    | Es |              |                                      |
|                             | |              |                                      |
|                             | |              |                                      |